# Brachygonia ophelia
Brachygonia ophelia är en trollsländeart som beskrevs av Friedrich Ris 1910. Brachygonia ophelia ingår i släktet Brachygonia och familjen segeltrollsländor. IUCN kategoriserar arten globalt som otillräckligt studerad. Inga underarter finns listade i Catalogue of Life.